# Großsteingrab Oebles-Schlechtewitz
Das Großsteingrab Oebles-Schlechtewitz war eine jungsteinzeitliche megalithische Grabanlage bei Oebles-Schlechtewitz, einem Ortsteil von Bad Dürrenberg im Saalekreis, Sachsen-Anhalt. Die Anlage wurde 1878 von Friedrich Klopfleisch archäologisch untersucht, der hierüber aber keinen Bericht veröffentlichte, und später restlos zerstört.

## Lage
Das Grab befand sich am Fuchsberg bei Oebles-Schlechtewitz in ebenem Gelände.

## Beschreibung
Die Anlage besaß eine Hügelschüttung mit einem Durchmesser von 6 m und einer Höhe von 1,5 m. Diese enthielt eine eingetiefte, ost-westlich orientierte Grabkammer mit einer Länge von 3,7 m, einer Breite von 2,26 m und einer Höhe von 1,5 m. Die Wände der Kammer bestanden aus Bruchsteinen. Sie besaß ein Steinpflaster und war mit zwei großen steinernen Platten abgedeckt. Der genaue Grabtyp lässt sich nicht sicher bestimmen. Hans-Jürgen Beier vermutet ein eingesenktes Kammergrab, ein pseudomegalithisches Mauerkammergrab bzw. eine Synthese aus beiden.
In der Kammer wurden die Reste eines einzelnen menschlichen Skeletts gefunden, das mit einer Holzkonstruktion abgedeckt war. Über der Grabkammer wurde in der Hügelschüttung noch eine Steinpackung mit einer darunter befindlichen Ascheschicht entdeckt. Die zeitliche Stellung beider Befunde zueinander ist unklar, vor allem, da im gesamten Grab keinerlei Beigaben gefunden wurden. Die Architektur legt aber eine Verbindung zur spätneolithischen Walternienburger oder zur Bernburger Kultur nahe.